# 运城鼓楼
运城鼓楼位于中国山西省运城市盐湖区老城东街与鼓楼巷交叉口（今府东街与解放南路交叉口东南），由明代河东巡盐御史房寰主持创建于万历七年（1579），清光绪三十三年至三十四年（1907-1908）重修，1947年上部重檐歇山顶木构楼阁毁于战火，今仅存底部砖砌基座，后淹没于民宅中，2009年底在文物普查时被重新发现，2010年解放南路拆迁时将其周边附着物拆除。基座平面呈长方形，东西长9.7米，南北宽6.2米，残高约4米（原鼓楼整体通高约24米），南北正中辟有宽4米的门洞。